# Syllepte subaenescens
Syllepte subaenescens is een vlinder uit de familie van de grasmotten (Crambidae). De wetenschappelijke naam van deze soort is voor het eerst voorgesteld als Coptobasis subaenescens door William Warren in een publicatie uit 1896.
De soort komt voor in Australië (Queensland).